# Sottoprefettura di Tokachi
La sottoprefettura di Tokachi (十勝支庁, Tokachi-shichō?) è una sottoprefettura della prefettura di Hokkaidō, Giappone. Ha un'area di 10.830,99 chilometri quadrati e una popolazione di 358.653 abitanti al 2006. È stata fondata nel 1897.

## Geografia fisica

### Città
- Obihiro (capoluogo)

### Distretti
- Distretto di Ashoro
  - Ashoro
  - Rikubetsu
- Distretto di Hiroo
  - Hiroo
  - Taiki
- Distretto di Kamikawa (Tokachi)
  - Shimizu
  - Shintoku
- Distretto di Kasai
  - Memuro
  - Nakasatsunai
  - Sarabetsu
- Distretto di Katō
  - Kamishihoro
  - Otofuke
  - Shihoro
  - Shikaoi
- Distretto di Nakagawa (Tokachi)
  - Honbetsu
  - Ikeda
  - Makubetsu
  - Toyokoro
- Distretto di Tokachi
  - Urahoro